# 룰레 코미사로브
룰레 코미사로브(에스토니아어: Luule Komissarov, 1942년 8월 11일 ~ )는 에스토니아의 배우이다.